# Johann Martin Waldschmidt

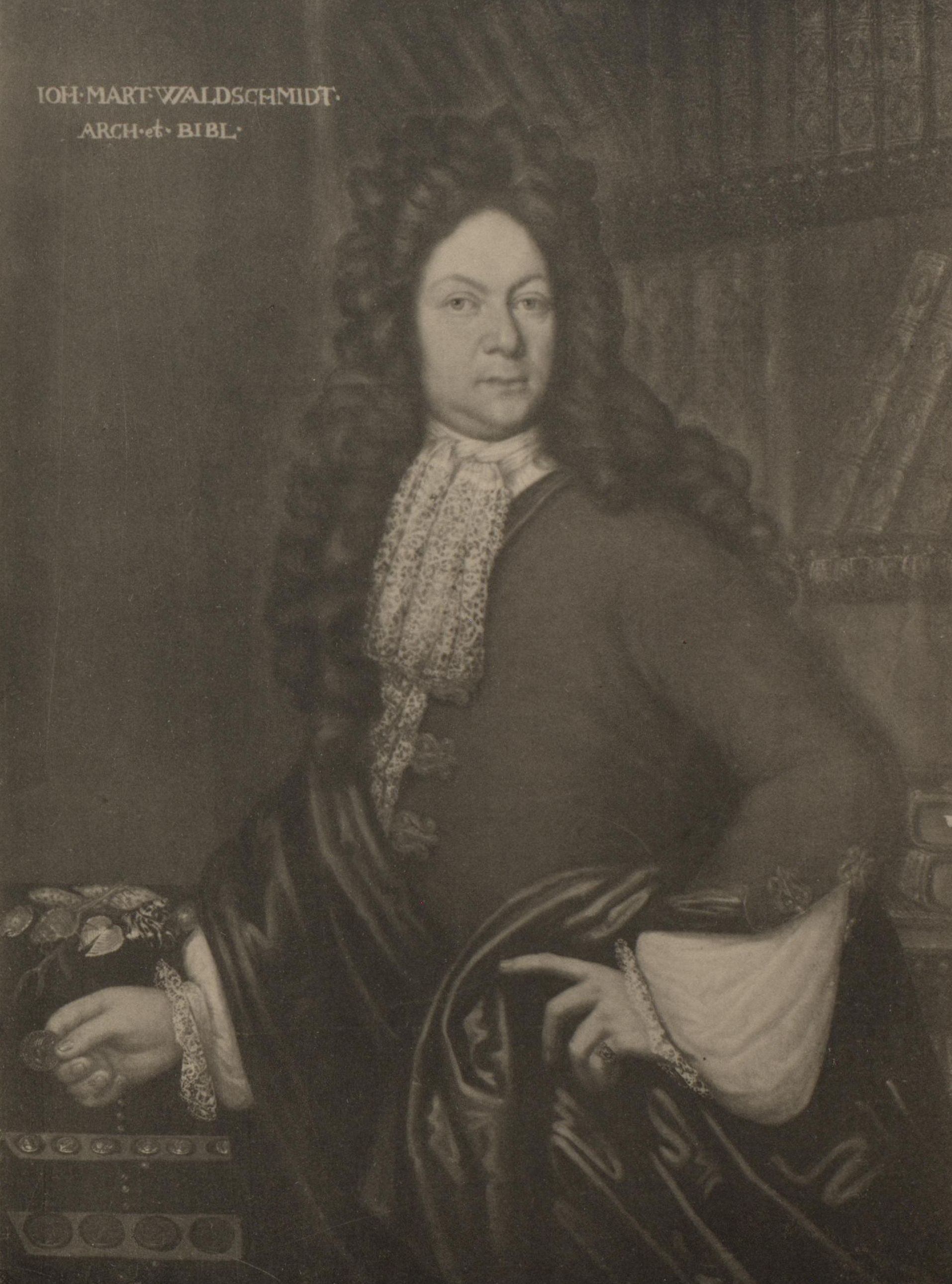
Johann Martin Waldschmidt

Johann Martin Waldschmidt (* 1650; † 1706 in Frankfurt am Main) war ein deutscher Jurist, Gelehrter, Kunstsammler und Bibliothekar.  

## Leben
Johann Martin Waldschmidt war der Sohn des lutherischen Predigers Martin Bernhard Waldschmidt (1608–1665), der seit 1638 Pfarrer in Frankfurt war. Dessen Sohn hingegen war kein Theologe. Er studierte in Straßburg Rechtswissenschaft und war darüber hinaus historisch und naturwissenschaftlich gebildet. Johann Martin Waldschmidt wurde 1691 als erster hauptamtlicher Stadtbibliothekar der Stadt Frankfurt vereidigt. Die Einrichtung dieser Position hat eine Vorgeschichte.

## Die Bibliothek
Die Frankfurter Stadtbibliothek entstand 1529 durch Zusammenlegung der Ratsbibliothek und der Bibliothek des ehemaligen Barfüßerklosters. Die Büchersammlung der gelehrten Mönche bestand aus Bibeln, aber auch philologischen Lehrbüchern sowie Werken über schöne Literatur, Künste, Jurisprudenz, Medizin und vor allem Geschichte. Der Rat besaß hingegen nur Bücher juristischen und staatsrechtlichen Inhalts. Die Stadtbibliothek wurde zugleich Aufbewahrungsort musealer Objekte. Die ältesten Stücke waren astronomische Instrumente, zwei Äquatorien und zwei Astrolabien. Das Englische Monument, eine Goldschmiedearbeit von 1558, ist das erste Kunstkammerobjekt, das der Stadt Frankfurt offiziell geschenkt wurde. Weiter zu nennen sind der Schöner-Erdglobus von 1515 und der Himmelsglobus von Langgren von 1594. Ein großer Bestand an geometrischen Instrumenten geht auf den Frankfurter Festungsingenieur Johann Wilhelm Dilich (1600–1657) zurück. Die Bibliothek befand sich seit 1572 in einem zentralen Raum im Barfüßerkloster. Der Rat beschloss im Jahr 1690, diesen Saal auf 23 Meter zu verlängern, ihn ausmalen zu lassen und dort zwölf neue Bücherschränke aufzustellen.
Anlass für die Einrichtung der Bibliothekarsstelle und die Vergrößerung des Saales war ein äußerst wertvoller Zuwachs von 5000 Büchern des berühmten Schöffen Johann Maximilian zum Jungen (1596–1649). Gemäß seinem Amtsgelöbnis von 1691 musste Johann Martin Waldschmidt „… außer denen Büchern noch andere rare Sachen und Curiositäten der Bibliothec gebracht würden, solcher fleißig wahrnehmen und löbl. Scholarchat ein richtig Inventarium derselben überliefern.“ Die Besucher konnten zweimal wöchentlich zu festen Zeiten die Bücher lesen und die Objekte betrachten. Waldschmidt erstellte einen Buchkatalog der im Barfüßerkloster vereinigten Stadtbibliothek. Zudem legte er ein Zugangsverzeichnis an unter dem Titel „Verzeichnus der Bücher und anderen Sachen, so zur Vermehrung und Zierrath der Bibliothec verehret worden“.

## Der Bibliothekar als Sammler
Johann Martin Waldschmidt besaß selbst ein Naturalienkabinett mit Muscheln und Mineralien und eine Münzsammlung. Das erhaltene Ölportrait zeigt ihn in stolzer Pose in der Bibliothek vor einem Bücherschrank. Vor ihm steht ein kleiner Münzschrank mit zwei geöffneten Laden. Oben auf dem Münzschrank liegen Muscheln, Schnecken und Korallen. In der Hand hält Waldschmidt einen (falschen) Sesterz des Kaisers Otho. Waldschmidt veranlasste wohlhabende Bürger, Porträts ihrer gelehrten Vorfahren anfertigen zu lassen, um sie der Bibliothek zu überlassen. Selbst stiftete er zahlreiche Sammlungsgegenstände, wie auch ein Bildnis seines Vaters in Öl, 62 seiner Predigten und 12 Schriften. Für den Büchersaal und zu dessen Ausschmückung schenkte er der Bibliothek 16 Köpfe römischer Kaiser in Gips. Die Herrscher sollten den Zeitgenossen als Vorbilder an Weisheit und Gerechtigkeit dienen. Die Sammlungsgebiete der Bibliothek erweiterte er darüber hinaus um die Bereiche Artificialia (Kunstgegenstände), Antiquitas (Zeugnisse der Vorgeschichte) und Naturalia (Fossilien, Mineralien, Pflanzen, Muscheln). Waldschmidt leistete einen entscheidenden Beitrag zur Verzeichnung und Erweiterung der Stadtbibliothek. Seine grundlegenden Tätigkeit ist es zu verdanken, dass die Bibliothek als Keimzelle vieler Kulturinstitute des gegenwärtigen Frankfurts betrachtet werden kann.